# Södra Åsjön, Blekinge
Södra Åsjön är en sjö i Ronneby kommun i Blekinge och ingår i Nättrabyåns huvudavrinningsområde. Sjön är 5,2 meter djup, har en yta på 0,186 kvadratkilometer och befinner sig 107,1 meter över havet. Sjön avvattnas av vattendraget Nättrabyån. Vid provfiske har bland annat abborre, braxen, gädda och mört fångats i sjön.

## Delavrinningsområde
Södra Åsjön ingår i det delavrinningsområde (625683-147531) som SMHI kallar för Ovan Jössebäcken. Medelhöjden är 117 meter över havet och ytan är 33,07 kvadratkilometer. Räknas de 7 avrinningsområdena uppströms in blir den ackumulerade arean 106,74 kvadratkilometer. Avrinningsområdets utflöde Nättrabyån mynnar i havet. Avrinningsområdet består mestadels av skog (71 %) och jordbruk (11 %). Avrinningsområdet har 1,32 kvadratkilometer vattenytor vilket ger det en sjöprocent på 4 %.

## Fisk
Vid provfiske har följande fisk fångats i sjön:
- Abborre
- Braxen
- Gädda
- Mört
- Sarv